# Gómez Plata (ort)
Gómez Plata är en ort i Colombia.   Den ligger i departementet Antioquía, i den nordvästra delen av landet, 260 km nordväst om huvudstaden Bogotá. Gómez Plata ligger 1 815 meter över havet och antalet invånare är 4 097.
Terrängen runt Gómez Plata är varierad, och sluttar österut. Runt Gómez Plata är det ganska glesbefolkat, med 26 invånare per kvadratkilometer. Gómez Plata är det största samhället i trakten. I omgivningarna runt Gómez Plata växer i huvudsak städsegrön lövskog.